# Дунавече
Дунавече (угор. Dunavecse) — місто в медьє Бач-Кішкун в Угорщині. Місто займає площу 66,77 км  2 , на якій проживає 4147 жителів.
| Угорщина | Це незавершена стаття з географії Угорщини. Ви можете допомогти проєкту, виправивши або дописавши її. |